# Accò
Nella mitologia greca,  Accò  (Ἀκκώ, Ἀκκός secondo Esichio e Μακκώ secondo Giovanni Tzetzes, che riprende il verbo μακκοάω) era il nome di una divinità.

## Il mito
Accò era un demone di aspetto femminile che veniva menzionato ai bambini dai genitori come spauracchio per evitare che facessero cattive azioni.

### Interpretazione e realtà storica
Vi erano anche altri demoni simili nell'antichità come Gellò, Mormò, e Alfitò; nei tempi moderni tale tradizione ancora resiste, ma il demone viene chiamato Babau oppure Uomo nero.
L'origine del nome avrebbe la stessa radice del verbo akkìzomai (“faccio smorfie”, “ghigno”). Il nome, di derivazione proto-indoeuropea col probabile significato di "madre", viene successivamente tramandato agli Etruschi e ai Romani presso cui divenne Acca che vide in Acca Laurenzia il personaggio più noto. Penetrò leggermente anche in piccole lingue asiatiche (confronta Madder-akka in lingua lappone).